# 이희수 (성우)
이희수(1979년 5월 7일 ~ )는 대한민국의 성우였다. 2003년 온미디어 성우극회 공채 5기로 입사했으며 이후 투니버스/퀴니의 애니메이션에 출연했으나 2005년 초에 모종의 이유로 돌연 퇴사하여 현재는 성우 활동을 하고 있지 않다.

## 주요 출연 작품

### 애니메이션
- 생방송 퀴즈쇼 "그남자 그여자 네 마음을 보여줘 - 채은서
- 슈퍼갤즈 - 사요
- 아따맘마 (시즌1) - 남선남(시미즈)
- 짱구는 못말려 (시즌3) - 나미리 선생님
- 달빛천사 - 하리(루나엄마)
- 황당용사 욜라세다 - 비서
- 포춘독 - 시나
- 똑바로 가자 - 아이 2
- 정글은 언제나 맑은 뒤 흐림 - 토포스테 / 샤론
- 기동아 부탁해! - 정미
- 드래곤 볼 Z - 18호
- 디지몬 테이머즈 - 황주연
- 더 파이팅 - 이마리
- 쾌걸 근육맨 2세 - 혜영
- 탐정학원 Q - Q 엄마
- 마법전사 리우이 - 가넷
- 명탐정 코난 (2기)
- 코스모워리어 - 헬마티어
- 행복한 세상의 족제비
- 소년탐정 김전일 죽음의 딥블루 - 유미리
- 나나 6/17 - 피코
- 여신님! 작다는 건 편리해 - 블루아이
- 기어파이터 샤이닝
- 헬싱 - 제시카
- 아즈망가 대왕 - 졸업식 방송(26화)
- 울프스 레인 - 네제, 연금술사 할머니
- 고쿠센
- 시끌벅적 토마토 트윈스
- GTO - 아사노
- 마법전사 리우이 - 가넷
- 세계명작동화(SBS)
- 15살, 나 살아있어요 - 미유키
- 외면하는 아이들
- 왕도둑 징 - 아이
- 꼬마 마법사 레미 - SOS 맴버 2
- 기동무투전 G건담 - 바니
- 똑바로 가자 - 아이2
- 기어파이터 샤이닝
- 엑스 드라이버 - 소년1
- 건퍼레이드 마치
- 꼬마 탐험가 에크하트 - 스위니
- 상상꾸러기 모나 - 브럴슨 여사
- 비너스 전기
- 코스모워리어 제로 - 헬마티어

### 특촬물
- 파워레인저 다이노썬더 - 다이노 트리케라톱스